# Laurent Genefort
Œuvres principales
- Omale
- Arago
- Hordes
- Lum'en
- Opexx

Laurent Genefort, né en 1968 à Montreuil-sous-Bois, est un écrivain français de science-fiction et de fantasy. Il est notamment connu pour son roman Omale (2001) base d'un univers (la « Panstructure ») dans lequel il pose ses romans de space opera.

## Biographie
Laurent Genefort lit dès l'âge de douze ans les auteurs classiques du space opera, au premier rang desquels figurent en bonne place Jean-Pierre Andrevon, Frank Herbert et Stefan Wul. Il publie un fanzine qui attire l'attention de Serge Brussolo, lequel lui suggère de se lancer dans l'écriture. À dix-neuf ans, il produit donc un premier roman, Le Bagne des ténèbres, qui est publié un an plus tard par Fleuve noir. Il commence des études de droit mais s'oriente vite vers les lettres et passe une maîtrise sur Maurice Renard, un DEA sur les néologismes du vivant dans Noô et enfin une thèse de doctorat sur les livres-univers de la science-fiction.
Prolifique, Laurent Genefort a publié une cinquantaine de romans et s'est vite fait remarquer pour son talent de créateur de mondes et son imagination fertile en la matière. Ainsi qu'il le dit lui-même, il est très attiré par l'étude des concepts d'altérité et de différence que présente une civilisation extraterrestre :

« L'altérité est au cœur de mes romans, sous toutes ses formes : physique (les artefacts spatiaux et les planètes étranges), biologique (les formes de vie exotiques) et ethnique (les primitivistes, les post-humains...). Je crois en outre que c'est, en tant que discours, l'une des sources les plus profondes de la science-fiction. Avec ma série d'Omale qui s'annonce pour les années à venir, je vais enfin pouvoir développer ce thème frontalement. »

Le critique Eric Vial remarque également que le rejet du politique et le discours social sont très présents dans son œuvre. Ce qu'il confirme volontiers avec ces mots :

« Je suis le produit d'une époque où les jeunes ont été dégoûtés très tôt de la politique, de droite comme de gauche. Dans les années 1980, nous avions une conscience aiguë que les jeunes ne représentaient qu'un poids pour la société, et non un espoir : nous nous apprêtions à aller grossir les chiffres du chômage. Par la suite, mes quelques tentatives d'intégrer des organisations m'ont conforté dans le dégoût des partis politiques. Je demeure malgré tout un sympathisant de la libre-pensée ainsi que des idées laïques et républicaines. »

Il a été lauréat du grand prix de l'Imaginaire 1995 pour son roman Arago. Il s'est consacré à l'édification de l'univers cohérent d'Omale après plusieurs années d'écriture dans le domaine de la fantasy, avec une série fondée sur le personnage d'Alaet et la publication d'une trilogie de fantasy guerrière, Hordes. Depuis, son inspiration SF ne se cantonne plus au space opera, mais touche des genres comme l'anticipation et l'uchronie.
De 2008 à 2012, il a dirigé la collection patrimoniale « Les Trésors de la SF » aux éditions Bragelonne, qui a compté 17 volumes. Il dirige la collection patrimoniale « La Petite Bibliothèque SF » aux éditions Critic.
De juin 2010 à juillet 2011, il a participé comme chroniqueur au podcast Quadratour sous le pseudo Docteur Non. Il a fait également plusieurs apparitions dans le podcast Agence Tous Geeks. De 2016 à 2019, il participe avec les écrivains Lionel Davoust et Mélanie Fazi au podcast consacré à l'écriture Procrastination avant de céder la place à Estelle Faye.
En 2011, il a contribué à la création de l'univers du jeu vidéo From Dust.
En 2016, son roman Lum'en et sa nouvelle Ethfrag sont distingués à la fois par le grand prix de l'Imaginaire et par le prix Rosny aîné.
En 2020, il est recruté parmi la « Red Team », un groupe de 10 auteurs de science-fiction chargés de faire de la prospective pour le ministère des Armées, en imaginant « les futures crises géopolitiques et ruptures technologiques impliquant les militaires », afin de « défendre les intérêts et la souveraineté de la France ». Interviewé à ce sujet, il déclare que les militaires sont « des gens très ouverts » et que l'antimilitarisme est un dogme.
En 2023, son roman Les Temps ultramodernes reçoit le prix Rosny aîné 2023 et le prix ActuSF de l'uchronie 2022.

## Œuvres

### Cycle d'Omale
- Omale (2001)
- Les Conquérants d'Omale (2002)
- La Muraille Sainte d'Omale (2004)
- L'Affaire du Rochile (2008) - novella
- Les Omaliens, recueil (2012)
- Les Vaisseaux d’Omale (2014)
- Ethfrag (2015) - nouvelle

### TrilogieSpire
1. Ce qui relie (2017)
2. Ce qui divise (2017)
3. Ce qui révèle (juin 2018)

### DiptyqueLes Opéras de l'espace
1. La Compagnie des fous (1996)
2. Les Voies du ciel (1996)

### TrilogieLes Chants de Felya
1. Le Labyrinthe de chair (1995)
2. De chair et de fer (1995)
3. Lyane (1996)

### Le Monde deWethrïn
Wethrïn est un monde de fantasy atypique d'inspiration orientale et dépaysante.

#### SérieUne Aventure d'Alaet
1. La Citadelle des dragons, éditions Degliame, (2000)
2. Le Démon-miroir, éditions Degliame, (2000)
3. Le Labyrinthe sans retour, éditions Degliame, (2001)
4. La Frontière magique, éditions Degliame, (2001)
5. Le Piège aux sorciers (2002)
6. La Caravane des ombres (2003)
7. Le Sablier maléfique (2003)
8. L'Odyssée des sirènes (2004)

#### DiptyqueChroniques de Wethrïn
1. Le Château cannibale (1998)
2. Le Sablier de sang (1999)

On retrouve le personnage d'Alaet dans ses deux romans et ils sont aussi regroupés en 2007 (Édition OCTOBRE) dans Alaet l'Insouciant Volume 9 du cycle d'Alaet avec 10 nouvelles.

#### DiptyqueLes Ères de Wethrïn
1. Le Nom maudit (2005)
2. La Guerre de l'aube (2006)

On retrouve le personnage d'Alaet dans ses deux romans, mais pas en tant que personnage principal. Ses romans marquent la fin de la Quatrième Ère du Monde de Wethrïn.

### TrilogieHordes
1. L'Ascension du Serpent (2007)
2. Le Vol de l'Aigle  (2008)
3. Les Crocs du Tigre  (2010)

- Hordes - L'intégrale de la trilogie (2012)

### Romans indépendants
- Le Bagne des ténèbres (1988)
- Le Monde blanc (1992)
- Elaï (1992)
- Les Peaux-épaisses (1992)
- REZO (1993)
- Arago (1993)
- Haute-Enclave 1993)
- Les Chasseurs de sève (1994)
- La Troisième Lune (1994)
- L'Homme qui n'existait plus[9] (1996)
- Le Sang des immortels (1997)
- Le Continent déchiqueté (1997)
- Typhon (1997)
- Dans la gueule du Dragon (1998)
- Les Croisés du vide (1998)
- Les Engloutis (1999)
- Une porte sur l'éther (2000)
- La Mécanique du talion (2003)
- Mémoria (2008)
- Points chauds (2012)
- Lum'en (2015)
- Étoiles sans issue (2017)
- L'Espace entre les guerres (2020)
- Abrégé de cavorologie, Albin Michel, 2021  (ISBN 978-2-226-47137-6)
- Les Temps ultramodernes, Albin Michel, coll. « Imaginaire », 2022, 464 p.  (ISBN 978-2-226-46159-9)Réédition, Gallimard, coll. « Folio SF » no 750, 2024, 544 p. (ISBN 978-2-07-300527-4)
- Opexx, Le Bélial', coll. « Une heure-lumière » no 38, 2022, 124 p.  (ISBN 978-2-38163-045-8)
- La Croisière bleue, Albin Michel, coll. « Imaginaire », 2024, 352 p.  (ISBN 978-2-226-48973-9)
- Clones et Prophètes, Critic, 2025, 334 p.  (ISBN 978-2-37579-334-3)

### Recueils de nouvelles
- Les Omaliens (2012)
- Colonies (2019)

### Nouvelles
Une trentaine de nouvelles publiées dans les genres de la science-fiction et de la fantasy, parmi lesquelles :
- T'ien-Keou, nouvelle prépubliée dans le journal Le Monde du 14 août 1999.
- Le Véritable voyage de Barbicane, publiée dans Futurs antérieurs, Fleuve noir 1999.
- La Forme idéale, publiée dans La Beauté, catalogue Mission 2000 en France, Flammarion 2000.
- L'Affaire Marie Curie, nouvelle uchronique dans l'anthologie Divergences 001, Flammarion Jeunesse, coll. Ukronie 2008
- Rempart, publiée dans la revue Bifrost no 58, 2010, grand prix de l'Imaginaire 2011.
- Jennifer a disparu, publiée en numérique chez Walrus, puis dans le recueil Crimes, aliens et châtiments, ActuSF 2017.
- Quelques notes sur l'harmonie universelle, dans la revue Le ventre et l'oreille n°5 : Spice Opéra, 2020 [lire en ligne (page consultée le 13/12/2020)].

### Travaux universitaires
- Architecture du livre-univers dans la science-fiction, à travers cinq œuvres : Noô de S. Wul, Dune de F. Herbert, La Compagnie des glaces de G.-J. Arnaud, Helliconia de B. Aldiss, Hypérion de D. Simmons (1997) - Thèse de doctorat de l'université de Nice Sophia-Antipolis, [(fr) texte intégral]

## Adaptations
- Peaux-Épaisses : adaptation en bande dessinée du roman du même nom, publié chez Les Humanoïdes associés en partenariat avec les Éditions Critic. Scénarisé par Serge Le Tendre et dessiné par Pasquale Frisenda.
- Chasseurs de sève : adaptation en bande dessinée du roman Les Chasseurs de sève, publié chez Les Humanoïdes associés en 2023.

## Distinctions
- 1995 : grand prix de l'Imaginaire du meilleur roman francophone pour Arago
- 2011 : grand prix de l'Imaginaire de la meilleure nouvelle francophone pour Rempart
- 2012 : prix du Lundi du meilleur roman pour Points chauds
- 2013 : prix Rosny aîné du meilleur roman pour Points chauds
- 2015 : prix Julia-Verlanger pour Lum'en
- 2016 : grand prix de l'Imaginaire du meilleur roman francophone pour Lum'en et de la meilleure nouvelle francophone pour Ethfrag
- 2016 : prix Rosny aîné du meilleur roman pour Lum'en et de la meilleure nouvelle pour Ethfrag
- 2019 : prix européen ESFS Awards de la meilleure fiction pour Spire
- 2022 :  Prix ActuSF de l’uchronie du meilleur roman pour Les Temps ultramodernes
- 2023 : prix Rosny aîné du meilleur roman pour Les Temps ultramodernes

### Filmographie
- Fantasy Stars : Auteurs de fantasy et gamers, film documentaire d'Olivier Gand, diffusé pour la première fois en ligne sur la chaîne Nolife le 6 juin 2011. (Documentaire consacré à un groupe d'auteurs de fantasy et de fantastique français et à leur rapport au monde du jeu vidéo.)